# Pueblo bielorruso
El pueblo bielorruso (en bielorruso: беларусы, biełarusy; en ruso: белорусы) es un grupo étnico eslavo oriental que pueblan la mayor parte de la República de Bielorrusia y forman minorías en la vecina Polonia (especialmente la antigua provincia de Bialystok), Rusia, Lituania y Ucrania. Cifras notables han emigrado hacia América del Norte (Estados Unidos y Canadá) y a América del Sur (Brasil y Argentina) a principios del siglo XX. Desde la caída de la Unión Soviética, varios cientos de miles han emigrado hacia la Unión Europea, Estados Unidos, Canadá, Australia y Rusia. Presentados al mundo como un nuevo estado en los primeros años de los noventa, la República de Bielorrusia trajo consigo la noción de una etnia bielorrusa reemergente, trazada en las líneas del idioma bielorruso. Hay más de 8 millones de personas asociadas hoy con la etnia de este país.

## Idioma
La lengua nativa del territorio de Bielorrusia es sin duda el bielorruso, sin embargo la mayoría de los bielorrusos hablan ruso y a menudo lo usan como su idioma cotidiano (sobre todo en Minsk y otras grandes ciudades).

## Origen del nombre
El prefijo bielo- significa "blanco", por lo que esta gente era llamada a veces "rusos blancos", aunque no deben ser confundidos con el grupo político al que se oponían los bolcheviques durante la guerra civil rusa. Este nombre tuvo vigencia en Occidente durante un cierto periodo histórico, junto con las denominaciones de rutenos blancos, rutenios blancos y formas similares. Los orígenes del término bielorrusos se remontan al pueblo de Rus.

## Origen del pueblo bielorruso
El pueblo bielorruso encuentra su cultura distinta a la del Gran Ducado de Lituania, Samogitia y a la del Principado de Pólatsk. La mayoría de los bielorrusos son descendientes de las tribus eslavas orientales de los krivichí, dregovichí y radímichi. Los primeros eslavos orientales se mezclaron también con los baltos locales, especialmente en el oeste y noroeste de la Bielorrusia actual. En la Edad Media, los bielorrusos eran conocidos en su mayoría bajo el nombre de Litvins (lituanos), el cual se refiere al estado del Gran Ducado de Lituania (Litvá, Vialíkaja Litvá) de la cual las tierras rutenias blancas eran parte desde el siglo XII y el idioma ruteno era una lengua oficial. Sobre las bases del dominio de la lengua rutena (la cual evolucionó más tarde en el idioma bielorruso moderno) algunos bielorrusos consideran que el Gran Ducado de Lituania fue su primer estado nacional durante su existencia.

## Actualidad
Tras la Primera Guerra Mundial, los bielorrusos tuvieron su propia calidad de estado, con grados variados de independencia, durante cortos periodos de tiempo: República Nacional Bielorrusa bajo la ocupación alemana, y como la RSS Bielorrusa desde 1919, incluida dentro de la Unión Soviética en 1922. Bielorrusia logró la independencia total con la disolución de la Unión Soviética en 1991.
- Datos: Q483569
- Multimedia: Belarusians / Q483569